# ماریا ائوخنیا سوارس
ماریا ائوخنیا سوآرِس (اسپانیایی: María Eugenia Suárez‎؛ زادهٔ ۹ مارس ۱۹۹۲) بازیگر، مدل، خواننده و طراح مد اهل آرژانتین است. وی از سال ۱۹۹۷ میلادی تاکنون مشغول فعالیت بوده‌است.
از فیلم‌ها یا مجموعه‌های تلویزیونی که وی در آن‌ها نقش داشته‌است، می‌توان به آواز (دوبلۀ اسپانیایی) اشاره نمود.
وی همچنین برندهٔ جوایزی همچون جایزه فرهنگستان علوم و هنرهای سینمایی آرژانتین شده‌است.